# 1450-ті до н. е.

## Події
- Битва при Мегіддо.

## Правителі
- фараони Єгипту Хатшепсут та Тутмос III.
- цар Вавилону Агум ІІІ;
- цар Ассирії Ашшур-рабі І;
- цар Міттані Парраттарна І;
- цар Хатті Аллувамна.